# Jacobus van Wageningen

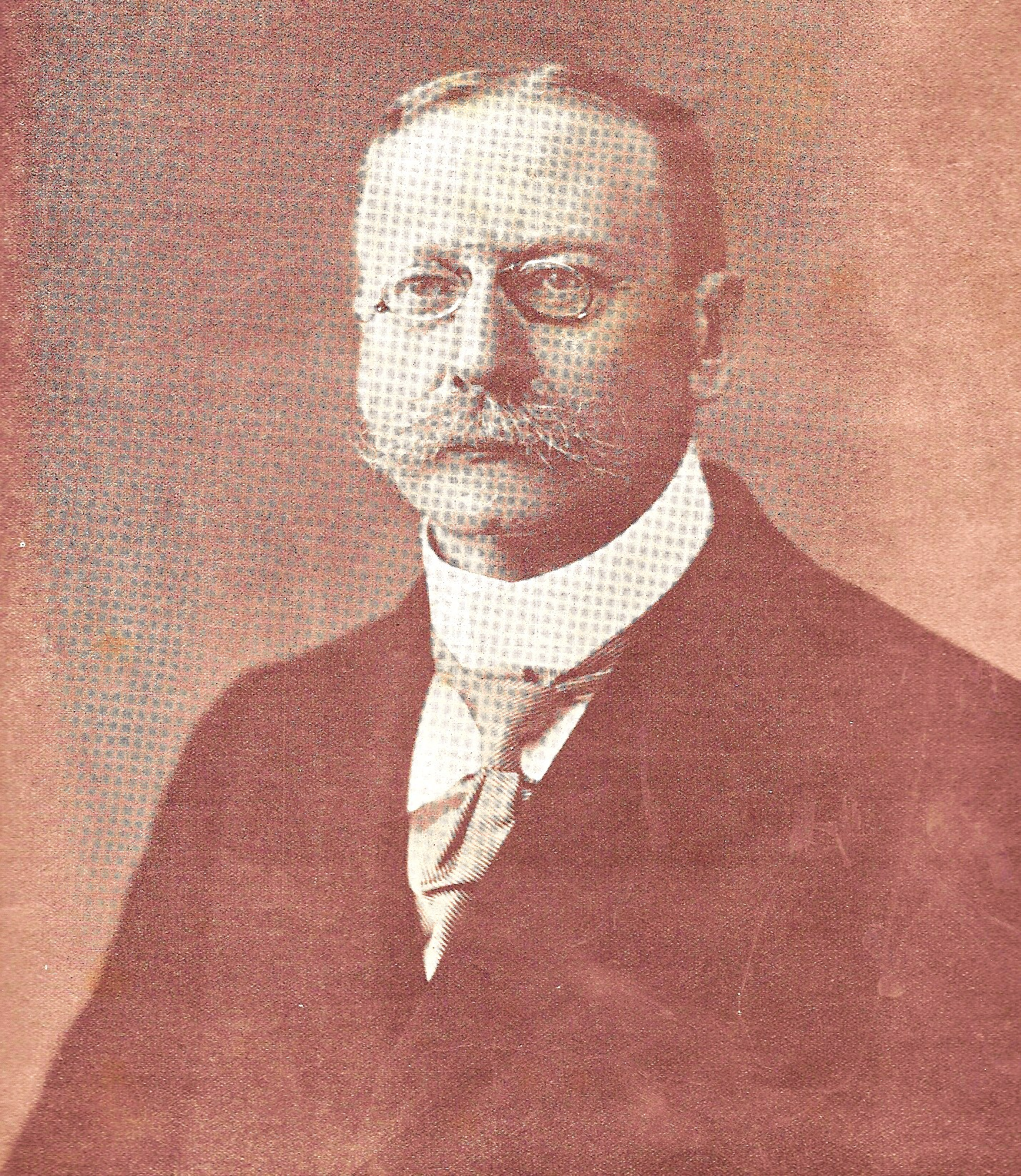
Jacobus van Wageningen (1916)

Jacobus van Wageningen (* 2. Februar 1864 in Nijmegen; † 16. Oktober 1923 in Groningen) war ein niederländischer Klassischer Philologe.

## Leben
Jacobus van Wageningen studierte von 1882 bis 1888 Klassische Philologie an der Universität Utrecht (bei Henricus van Herwerden und Cornelis Marinus Francken), wo er am 20. Oktober 1888 mit dem Prädikat summa cum laude zum Dr. phil. promoviert wurde. Anschließend unterrichtete er am Gymnasium in Tiel und ab 1889 am Praedinius-Gymnasium in Groningen, wo er 1902 zum Konrektor ernannt wurde. Während dieser Zeit verfasste er mehrere Hilfsbücher für den Schulunterricht: Seine Gids voor Gymnasiasten (1890), eine Übersetzung von Martin Wohlrabs kurz vorher (1889) erschienenem Handbuch, erlebten zahlreiche Neuauflagen. 1892 veröffentlichte er eine Einführung in die griechische Formenlehre. Im selben Jahr erschien auch die erste Lieferung seines lateinischen Wörterbuchs (abgeschlossen 1900), das lange Zeit in Gebrauch blieb.
Zum 21. Juli 1903 wurde van Wageningen als ordentlicher Professor der Lateinischen Sprach- und Literaturwissenschaft an die Reichsuniversität Groningen berufen (als Nachfolger von Jacob Samuel Speyer). Seine Antrittsrede hielt er am 17. Oktober 1903 über Charakteristika der lateinischen Sprache und Literatur. Im akademischen Jahr 1915/1916 fungierte er als Rektor der Universität. Am 28. April 1916 wählte ihn die Königlich Niederländische Akademie der Wissenschaften zum ordentlichen Mitglied.
In seiner Forschungsarbeit beschäftigte sich van Wageningen mit weiten Bereichen der antiken Literatur. Er verfasste kritische Textausgaben der Cicero-Rede Pro Caelio (1908), der Satiren des Aulus Persius Flaccus (1911), Senecas Tragödie Phaedra (1918) und des Dialogs Octavius (1923) von Minucius Felix, eine Rekonstruktion von Ciceros Schrift Consolatio ad se ipsum (1916) sowie Studien zum römischen Theater- und Bühnenwesen. Sein Forschungsschwerpunkt war besonders die antike Astrologie, zu der er mehrere Studien und Editionen vorlegte: 1903 eine Ausgabe der Bildtafel des Kebes, 1915 eine Ausgabe der Astronomica des Marcus Manilius, 1921 einen Kommentar dazu. Seine Textausgabe (in der Bibliotheca Teubneriana) stand in Konkurrenz zu der Ausgabe von Alfred Edward Housman (1903–1930).

## Schriften (Auswahl)
- Dissertatio litteraria inauguralis de Vergili Georgicis. Utrecht 1888 (Dissertation)
- Gids voor Gymnasiasten. Groningen 1890. 6. Auflage 1916. 8. Auflage 1924. 9. Auflage 1927. 12. Auflage 1938. 22. Auflage 1958. 23. Auflage 1960. 25. Auflage 1965. 28. Auflage 1970 (Übersetzung von Martin Wohlrab: Die altklassischen Realien im Gymnasium. Leipzig 1889)
- Latijnsch Woordenboek. Groningen 1892–1900. 2. Auflage Groningen 1914. 3. Auflage Groningen 1921. 4. Auflage 1929. Nachdruck 1965
- Opstellen ter oefening in de Grieksche vormleer. Groningen 1892
- Vocabularium en alphabetische woordenlijst bij de opstellen ter oefening in de Grieksche vormleer. Groningen 1892
- Het karakteristieke in de Latijnsche taal en hare letterkunde. Groningen 1903
- Cebetis Tabula. Groningen 1903
- Album Terentianum picturas continens ex imagine phototypa Lugdunensi Terentii codd. Ambrosiani H 75 et Parisini 7899 sumptas et lithographice expressas. Groningen 1907
- Scaenica Romana. Groningen 1907
- M. Tulli Ciceronis Oratio pro Caelio. Groningen 1908
- Auli Persi Flacci Saturae. Edidit atque prolegomenis, interpretatione Belgica, commentario instruxit Jacobus van Wageningen. Groningen 1911
- M. Manilii Astronomica. Leipzig 1915
- Astrologie en haar invloed op de Romeinsche Literatuur. Groningen 1916
- De Ciceronis libro consolationis. Groningen 1916
- Seneca's leven en moraal. 1917
- Seneca’s Phaedra, met inleiding en aanteekeningen voorzien. Groningen 1918
- Die Namen der vier Temperamente. In: Janus, Band 23, 1918, S. 48–55.
- Commentarius in M. Manilii Astronomica. Amsterdam 1921
- M. Minucii Felicis Octavius. Zwei Bände, Utrecht 1923
- Manilius 6. In: Paulys Realencyclopädie der classischen Altertumswissenschaft (RE). Band XIV,1, Stuttgart 1928, Sp. 1115–1133.